# Некрополь. Воспоминания
«Некрополь. Воспоминания» - книга мемуаров Владисла́ва Фелициа́новича Ходасе́вича (1906-1939).
Начало работы над книгой — 1928 год . Первое издание — 1939 год .

## Содержание
Книга состоит из глав посвященных истории личного общения автора с литераторами начала века. Как правило, каждая  глава посвящена конкретному человеку. Исключением является глава "Гумилев и Блок".
Основные персоны в мемуарах  в алфавитном порядке:
- Андрей Белый
- Александр Блок
- Валерий Брюсов
- Михаил Гершензон
- Максим Горький
- Николай Гумилёв
- Сергей Есенин
- Самуил Киссин
- Нина Петровская
- Федор Сологуб

## Критика
По мнению критиков мемуары отражают идеологический контекст эмиграции с его характерным антибольшевизмом.
Дмитрий Быков считает Ходасевича  лучшим мемуаристом и критиком русской эмиграции.
Борис Акунин рекомендует эту книгу в списке десяти  самых интересных в мемуарном жанре.